# Anacroneuria
Anacroneuria es un género de insectos plecópteros perteneciente a la familia Perlidae.

## Distribució geogràfica
Se puede encontrar en Sudamérica, Centroamérica, México y el sur de los Estados Unidos.

## Especies
Este género contiene las siguientes especies:
- Anacroneuria achagua (Stark, 1999)
- Anacroneuria acutipennis (Klapálek, 1923)
- Anacroneuria adamsae (Stark & Sivec, 1998)
- Anacroneuria aethiops (Walker, 1852)
- Anacroneuria alajuela (Stark, 1998)
- Anacroneuria albimacula (Klapálek, 1921)
- Anacroneuria amaru (Stark, 2004)
- Anacroneuria amazonica (Froehlich, 2003)
- Anacroneuria amboro (Stark, 2004)
- Anacroneuria anchicaya (Baena & Zúñiga, 1999)
- Anacroneuria angusticollis (Enderlein, 1909)
- Anacroneuria annulicauda (Pictet, 1841)
- Anacroneuria annulipalpis (Klapálek, 1922)
- Anacroneuria antizana (Stark, 2001)
- Anacroneuria apicalis (Enderlein, 1909)
- Anacroneuria arawak (Stark, 1999)
- Anacroneuria arcabuco (Zúñiga & Stark, 2006)
- Anacroneuria arcuata (Stark, 1995)
- Anacroneuria aroucana (Kimmins, 1948)
- Anacroneuria arrazayalensis (Orce, 2003)
- Anacroneuria atrifrons (Klapálek, 1922)
- Anacroneuria atrinota (Jewett, 1959)
- Anacroneuria auca (Stark, 2001)
- Anacroneuria aurata (Jewett, 1959)
- Anacroneuria aymara (Stark & Sivec, 1998)
- Anacroneuria azul (Rojas & Baena, 1999)
- Anacroneuria badilinea (Jewett, 1959)
- Anacroneuria baniva (Stark, 1995)
- Anacroneuria bari (Stark, 1995)
- Anacroneuria baumanni (Stark & Kondratieff, 2004)
- Anacroneuria benedettoi (Stark, 1998)
- Anacroneuria bifasciata (Pictet, 1841)
- Anacroneuria biloba (Klapálek, 1922)
- Anacroneuria bipunctata (Stark, 2004)
- Anacroneuria blanca (Stark, 1995)
- Anacroneuria blanda (Needham & Broughton, 1927)
- Anacroneuria bolivari (Banks, 1914)
- Anacroneuria boliviensis (Enderlein, 1909)
- Anacroneuria boraceiensis (Froehlich, 2004)
- Anacroneuria brailovskyi (Stark & Kondratieff, 2004)
- Anacroneuria brandaoi (Bispo & Froehlich, 2004)
- Anacroneuria brunneilata (Jewett, 1959)
- Anacroneuria buenoi (Stark & Kondratieff, 2004)
- Anacroneuria bulbosa (Stark & Sivec, 1998)
- Anacroneuria cacute (Stark & Maldonado, 2002)
- Anacroneuria cajas (Zúñiga & Vimos, 2006)
- Anacroneuria calima (Baena & Rojas, 1999)
- Anacroneuria callanga (Stark & Sivec, 1998)
- Anacroneuria camposi (Banks, 1920)
- Anacroneuria cana (Stark & Sivec, 1998)
- Anacroneuria canchi (Stark & Sivec, 1998)
- Anacroneuria canelo (Stark, 2001)
- Anacroneuria caraa (De Ribeiro & Froehlich, 2007)
- Anacroneuria caraca (Stark, 1995)
- Anacroneuria caraja (Froehlich, 2002)
- Anacroneuria carchi (Stark, 2001)
- Anacroneuria carole (Stark, 2004)
- Anacroneuria cathia (Froehlich, 2002)
- Anacroneuria cayapa (Stark, 2001)
- Anacroneuria chachis (Stark & Vásconez, 2006)
- Anacroneuria chaima (Stark, 1999)
- Anacroneuria chavin (Stark & Sivec, 1998)
- Anacroneuria chimborazo (Stark, 2001)
- Anacroneuria chipaya (Stark & Sivec, 1998)
- Anacroneuria chiquita (Stark, 1995)
- Anacroneuria choachi (Stark & Zúñiga, 1999)
- Anacroneuria choco (Stark & Bersosa, 2006)
- Anacroneuria chorrera (Stark, 1995)
- Anacroneuria cipriano (Zúñiga & Rojas, 1999)
- Anacroneuria citara (Stark & Ortega, 2007)
- Anacroneuria clarki (Stark & Baumann, 2011)
- Anacroneuria claudiae (Stark, 1999)
- Anacroneuria cochabamba (Stark, 2004)
- Anacroneuria collaris (Navàs, 1932)
- Anacroneuria contrerasi (Stark & Kondratieff, 2004)
- Anacroneuria cordillera (Rojas & Zúñiga, 1999)
- Anacroneuria coroicana (Navàs, 1927)
- Anacroneuria coronata (Needham & Broughton, 1927)
- Anacroneuria coscaroni (Froehlich, 2002)
- Anacroneuria cosnipata (Stark & Sivec, 1998)
- Anacroneuria costana (Navàs, 1924)
- Anacroneuria cotacachi (Stark, 2001)
- Anacroneuria cotopaxi (Stark, 2001)
- Anacroneuria cruza (Stark, 1995)
- Anacroneuria cuadrada (Stark, 1995)
- Anacroneuria curiosa (Stark, 1998)
- Anacroneuria cusi (Stark, 2004)
- Anacroneuria cuzco (Stark & Sivec, 1998)
- Anacroneuria debilis (Pictet, 1841)
- Anacroneuria diaphana (Klapálek, 1921)
- Anacroneuria digitata (Stark, 1995)
- Anacroneuria dilaticollis (Burmeister, 1839)
- Anacroneuria divisa (Navàs, 1924)
- Anacroneuria dourada (Jewett, 1960)
- Anacroneuria exquisita (Stark, 1998)
- Anacroneuria farallonensis (Rojas & Baena, 1993)
- Anacroneuria fenestrata (Pictet, 1841)
- Anacroneuria fiorentini (De Ribeiro & Froehlich, 2007)
- Anacroneuria fittkaui (Froehlich, 2003)
- Anacroneuria flavicoronata (Jewett, 1959)
- Anacroneuria flavifacies (Jewett, 1958)
- Anacroneuria flavifrons (Jewett, 1959)
- Anacroneuria flavolineata (Jewett, 1958)
- Anacroneuria flavominuta (Jewett, 1958)
- Anacroneuria flinti (Stark & Sivec, 1998)
- Anacroneuria flintorum (Froehlich, 2002)
- Anacroneuria forcipata (Rojas & Baena, 1999)
- Anacroneuria fumigata (Klapálek, 1922)
- Anacroneuria furfurosa (Jewett, 1960)
- Anacroneuria fuscicosta (Enderlein, 1909)
- Anacroneuria galba (Jewett, 1960)
- Anacroneuria genualis (Navàs, 1932)
- Anacroneuria guaikuru (Froehlich, 2007)
- Anacroneuria guambiana (Zúñiga & Stark, 1999)
- Anacroneuria guayaquil (Zúñiga & Rojas, 1999)
- Anacroneuria hacha (Stark, 1998)
- Anacroneuria handlirschi (Klapálek, 1922)
- Anacroneuria harperi (Stark, 1998)
- Anacroneuria hemiphaea (Navàs, 1936)
- Anacroneuria heppneri (Stark & Sivec, 1998)
- Anacroneuria hieroglyphica (Enderlein, 1909)
- Anacroneuria holzenthali (Stark, 1998)
- Anacroneuria hoogstraali (Jewett, 1958)
- Anacroneuria huayna (Stark, 2004)
- Anacroneuria hyalina (Pictet, 1841)
- Anacroneuria ignatiana (Navàs, 1923)
- Anacroneuria iguaque (Zúñiga & Stark, 2006)
- Anacroneuria impensa (Jewett, 1959)
- Anacroneuria inca (Stark & Sivec, 1998)
- Anacroneuria intermixta (Walker, 1852)
- Anacroneuria inza (Zúñiga & Stark, 2002)
- Anacroneuria iporanga (Bispo & Froehlich, 2004)
- Anacroneuria iridescens (Klapálek, 1922)
- Anacroneuria isleta (Stark, 1994)
- Anacroneuria itajaimirim (Bispo & Froehlich, 2004)
- Anacroneuria izapa (Stark & Kondratieff, 2004)
- Anacroneuria jaciara (Bispo & Neves, 2005)
- Anacroneuria jewetti (Stark, 2001)
- Anacroneuria jivaro (Stark, 2001)
- Anacroneuria karina (Stark, 1999)
- Anacroneuria kitchensi (Stark, 2001)
- Anacroneuria kondratieffi (Stark, 2001)
- Anacroneuria lacunosa (Navàs, 1926)
- Anacroneuria laminata (Klapálek, 1923)
- Anacroneuria lepida (Klapálek, 1922)
- Anacroneuria lineata (Navàs, 1924)
- Anacroneuria litura (Pictet, 1841)
- Anacroneuria llana (Stark, 1995)
- Anacroneuria longicauda (Pictet, 1841)
- Anacroneuria loreto (Stark & Zúñiga, 2001)
- Anacroneuria lupaca (Stark & Sivec, 1998)
- Anacroneuria luteicollis (Walker, 1852)
- Anacroneuria magnirufa (Jewett, 1958)
- Anacroneuria major (Stark, 2001)
- Anacroneuria makushi (Stark, 1999)
- Anacroneuria manauensis (Ribeiro-Ferreira, 2001)
- Anacroneuria mantiqueirae (Froehlich, 2010)
- Anacroneuria marca (Stark, 1998)
- Anacroneuria marginata (Stark, 1998)
- Anacroneuria maritza (Stark, 1998)
- Anacroneuria marlieri (Froehlich, 2001)
- Anacroneuria marshalli (Stark, 2007)
- Anacroneuria marta (Zúñiga & Stark, 2002)
- Anacroneuria melzeri (Navàs, 1932)
- Anacroneuria menuda (Stark, 1995)
- Anacroneuria meta (Stark & Zúñiga, 1999)
- Anacroneuria mindo (Zúñiga & Vásconez, 2006)
- Anacroneuria minuta (Klapálek, 1922)
- Anacroneuria mixteca (Stark & Kondratieff, 2004)
- Anacroneuria moche (Stark & Sivec, 1998)
- Anacroneuria mochica (Stark & Sivec, 1998)
- Anacroneuria morena (Stark & Zúñiga, 1999)
- Anacroneuria muesca (Stark, 1995)
- Anacroneuria munchique (Zúñiga & Stark, 2002)
- Anacroneuria naomi (Needham & Broughton, 1927)
- Anacroneuria nazca (Stark & Sivec, 1998)
- Anacroneuria nigrocincta (Pictet, 1841)
- Anacroneuria nigrolineata (Jewett, 1958)
- Anacroneuria novateutonia (Jewett, 1959)
- Anacroneuria oculatila (Jewett, 1959)
- Anacroneuria ofaye (Froehlich, 2007)
- Anacroneuria ohausiana (Enderlein, 1909)
- Anacroneuria olmec (Stark & Kondratieff, 2004)
- Anacroneuria oreja (Zúñiga & Stark, 1999)
- Anacroneuria otafroehlichi (Righi-Cavallaro & Lecci, 2010)
- Anacroneuria otun (Stark & Zúñiga, 2007)
- Anacroneuria pacaje (Stark & Sivec, 1998)
- Anacroneuria pachacuti (Stark & Sivec, 1998)
- Anacroneuria pacifica (Rojas & Baena, 1999)
- Anacroneuria paez (Zúñiga & Stark, 1999)
- Anacroneuria paisa (Zúñiga & Stark, 2006)
- Anacroneuria pakitza (Stark & Sivec, 1998)
- Anacroneuria paleta (Stark, 1995)
- Anacroneuria pallens (Klapálek, 1922)
- Anacroneuria pallida (Jewett, 1958)
- Anacroneuria pareja (Stark & Kondratieff, 2004)
- Anacroneuria paria (Stark, 1999)
- Anacroneuria parilobata (Klapálek, 1922)
- Anacroneuria parva (Stark, 2001)
- Anacroneuria pastaza (Stark, 2001)
- Anacroneuria pastora (Stark & Cardona, 2007)
- Anacroneuria paulina (Navàs, 1936)
- Anacroneuria payagua (Froehlich, 2007)
- Anacroneuria pehlkei (Enderlein, 1909)
- Anacroneuria pellucida (Klapálek, 1922)
- Anacroneuria pequena (Stark, 1995)
- Anacroneuria perija (Stark, 1999)
- Anacroneuria perplexa (Stark, 1998)
- Anacroneuria perpusilla (Klapálek, 1921)
- Anacroneuria petersi (Froehlich, 2002)
- Anacroneuria phantoma (Banks, 1914)
- Anacroneuria pictipes (Klapálek, 1923)
- Anacroneuria pinza (Stark, 1995)
- Anacroneuria pistacina (Enderlein, 1909)
- Anacroneuria planada (Baena & Rojas, 1999)
- Anacroneuria planicollis (Klapálek, 1923)
- Anacroneuria plaumanni (Jewett, 1959)
- Anacroneuria plutonis (Banks, 1914)
- Anacroneuria polita (Burmeister, 1839)
- Anacroneuria portilla (Stark & Rojas, 1999)
- Anacroneuria posticata (Banks, 1913)
- Anacroneuria pucallpa (Stark, 2004)
- Anacroneuria puna (Stark, 2001)
- Anacroneuria quadriloba (Jewett, 1958)
- Anacroneuria quechua (Stark & Sivec, 1998)
- Anacroneuria quetzalcoatl (Stark & Kondratieff, 2004)
- Anacroneuria quijo (Stark, 2001)
- Anacroneuria quilla (Stark & Zúñiga, 1999)
- Anacroneuria quimbaya (Zúñiga & Stark, 2007)
- Anacroneuria ratcliffei (Stark & Kondratieff, 2004)
- Anacroneuria rawlinsi (Stark, 2001)
- Anacroneuria reedi (Navàs, 1919)
- Anacroneuria regleta (Stark & Rojas, 1999)
- Anacroneuria ricki (Zúñiga & Stark, 2002)
- Anacroneuria rondoniae (Froehlich, 2002)
- Anacroneuria rosita (Stark & Rojas, 1999)
- Anacroneuria rossi (Stark, 2004)
- Anacroneuria rugosa (Stark, 2001)
- Anacroneuria saltensis (Froehlich, 2002)
- Anacroneuria schmidti (Enderlein, 1909)
- Anacroneuria segnini (Stark & Maldonado, 2002)
- Anacroneuria senahu (Stark & Kondratieff, 2004)
- Anacroneuria shamatari (Stark, 1995)
- Anacroneuria shepardi (Stark & Kondratieff, 2004)
- Anacroneuria signata (Walker, 1852)
- Anacroneuria simulans (Froehlich, 2010)
- Anacroneuria singularis (Righi-Cavallaro & Lecci, 2010)
- Anacroneuria socapa (Stark & Zúñiga, 1999)
- Anacroneuria sonora (Stark & Kondratieff, 2004)
- Anacroneuria spangleri (Stark, 2001)
- Anacroneuria spectori (Stark, 2004)
- Anacroneuria stanjewetti (Froehlich, 2002)
- Anacroneuria starki (Fenoglio & Morisi, 2002)
- Anacroneuria subcostalis (Klapálek, 1921)
- Anacroneuria tabatae (Froehlich, 2010)
- Anacroneuria tachira (Stark & Zúñiga, 2003)
- Anacroneuria takutu (Stark, 2000)
- Anacroneuria talamanca (Stark, 1998)
- Anacroneuria tatama (Stark & Cardona, 2007)
- Anacroneuria taylori (Stark, 2004)
- Anacroneuria tayrona (Zúñiga & Tamaris-Turizo, 2007)
- Anacroneuria tejon (Baena & Stark, 1999)
- Anacroneuria tena (Stark, 2001)
- Anacroneuria terere (Righi-Cavallaro & Lecci, 2010)
- Anacroneuria timote (Stark, 1999)
- Anacroneuria tinctilamella (Jewett, 1959)
- Anacroneuria tinga (Bispo & Froehlich, 2004)
- Anacroneuria tiwanaku (Stark, 2004)
- Anacroneuria toni (Zúñiga & Stark, 2002)
- Anacroneuria toriba (Froehlich, 2002)
- Anacroneuria tornada (Stark, 1998)
- Anacroneuria trimacula (Jewett, 1959)
- Anacroneuria tunasi (Stark & Zúñiga, 2007)
- Anacroneuria tungurahua (Stark, 2001)
- Anacroneuria tupi (Bispo & Froehlich, 2004)
- Anacroneuria tzapino (Stark, 2001)
- Anacroneuria uatsi (Stark, 1998)
- Anacroneuria ucumari (Stark & Zúñiga, 2003)
- Anacroneuria undulosa (Stark & Rojas, 1999)
- Anacroneuria uru (Stark & Sivec, 1998)
- Anacroneuria uruguayana (Navàs, 1923)
- Anacroneuria uyara (Froehlich, 2002)
- Anacroneuria vagante (Stark & Baumann, 2011)
- Anacroneuria valle (Zúñiga & Baena, 1999)
- Anacroneuria vanini (Froehlich, 2004)
- Anacroneuria varilla (Stark, 1998)
- Anacroneuria ventana (Stark, 1998)
- Anacroneuria vespertilio (Klapálek, 1921)
- Anacroneuria vilcabamba (Stark & Sivec, 1998)
- Anacroneuria vistosa (Stark, 1995)
- Anacroneuria vitripennis (Klapálek, 1922)
- Anacroneuria wapishana (Stark, 1999)
- Anacroneuria wari (Stark, 2004)
- Anacroneuria wellsi (Stark & Kondratieff, 2004)
- Anacroneuria wincha (Stark & Sivec, 1998)
- Anacroneuria wipukupa (Baumann & Olson, 1984)
- Anacroneuria woytkowskii (Stark & Sivec, 1998)
- Anacroneuria x-nigrum (Klapálek, 1921)
- Anacroneuria xinguensis (Froehlich, 2002)
- Anacroneuria yameo (Stark & Sivec, 1998)
- Anacroneuria ypane (Stark & Baumann, 2011)
- Anacroneuria ypsilon (Klapálek, 1922)
- Anacroneuria ytuguazu (Froehlich, 2002)
- Anacroneuria zaculeu (Stark & Kondratieff, 2004)
- Anacroneuria zaga (Stark & Kondratieff, 2004)
- Anacroneuria zamora (Stark, 2001)
- Anacroneuria zapata (Stark, 1998)
- Anacroneuria zarpa (Stark, 1998)
- Anacroneuria zunigae (Stark, 2001)
- Anacroneuria zwicki (Stark & Sivec, 1998)[6][7]